# Gründelbach (Neckar)
Der Gründelbach ist ein zusammen mit seinem längeren rechten Oberlauf etwa 7 km, ab dessen Zusammenfluss mit dem linken Oberlauf etwa 5 km langer Bach im baden-württembergischen Landkreis Ludwigsburg, der nach etwa nordöstlichem Lauf beim Stadtteil Beihingen am Neckar von Freiberg von links in den mittleren Neckar mündet.

## Name
Der Gründelbach entsteht heute ausweislich der amtlichen Gewässerkarte durch den Zusammenfluss des kurzen linken Altachgrabens und des langen rechten Riedgrabens. Eine ältere topographische Karte schlägt dagegen den linken Oberlaufarm zum Gründelbach.

## Geographie
Der Gründelbach entsteht heute auf knapp 240 m ü. NHN neben der Eglosheimer Kläranlage und neben der Bundesstraße 27 an der Stadtgrenze von Ludwigsburg zu Asperg aus dem Zusammenfluss von Riedgraben und Altachgraben.

### Oberlauf Altachgraben
Der kürzere, nur etwa 0,7 km lange linke Oberlauf Altachgraben beginnt heute seinen offenen Lauf am Ostrand der A 81 bei Asperger Verkehrsübungsplatz auf etwa 242 m ü. NHN. Er fließt neben Feldwegen in der Mitte einer breiten natürlichen Mulde in einem recht geraden, linksseitig beständig von einer Galerie begleitetem Graben nordostwärts. Der Altachgraben entwässert ein etwa 1,4 km² großes Gebiet.

### Oberlauf Riedgraben
Der größere rechte Oberlauf Riedgraben beginnt heute seinen Weg auf etwa 257 m ü. NHN mitten in einem Feld in einer grasbewachsenen Rinne am Südrand von Eglosheim und zieht zunächst ost- bis nordostwärts. Bald trennt er die südlichste Häuserzeile von Eglosheim entlang der Riedstraße vom Kleingartengelände am rechten Ufer. Dann wendet er sich vor dem Siedlungskern Eglosheims um den neueren Siedlungsteil von Eglosheim herum auf Nordlauf, fließt zwischen dem Sportgelände links und dem Friedhof rechts hindurch und erreicht den Rand der B 27, der er nordwestwärts folgt. Nach Passieren der Eglosheimer Kläranlage fließt er nach 1,9 km mit dem Altachgraben zusammen. Er hat ein etwa 2,3 km² großes Einzugsgebiet.

### Verlauf
Der durch den Zusammenfluss entstandene Gründelbach fließt in der Richtung des Altachgrabens unter der Bundesstraße hindurch und erreicht jenseits gleich den Rand des Parkgeländes um das Seeschloss Monrepos, an dessen nordwestlicher Grenze er sodann entlangläuft, während an der Gegenseite der Monrepos-Graben einsetzt und das Parkgelände begrenzt. In diesem liegt ein 5,5 ha großer See mit einigen Inseln, der vom Monrepos-Graben und am unteren Ende von einigen Gräben von derselben Seite her gespeist wird. Gegen Ende des Schlossgeländes entwässert der See über einen Abfluss zum Gründelbach. Dieser wendet sich dann für nur etwa einen halben Kilometer in nunmehr tieferer Talmulde nach Nordwesten, um nach dem Zufluss eines weiteren, Riedgraben genannten kleinen Gewässers seine vorige Laufrichtung fortzusetzen. Dabei begleitet ihn lange sehr nahe links die Autobahn.
Weniger als einen Kilometer weiter abwärts erreicht er, nachdem er unter der Straßenbrücke der L 1113 Eglosheim–Großingersheim durchgeflossen ist, den Ortsrand von Freiberg-Heutingsheim. Er durchläuft neueres Siedlungsgelände und zieht danach zwischen dem alten Ortskern des Dorfes und neuerer Siedlungsfläche des Freiberger Stadtteils Geisingen am Neckar am linken Hang hindurch. Noch ehe er die weite Neckaraue erreicht, wechselt er in die ohne Baulücke anschließende Siedlungsfläche des Stadtteils Beihingen am Neckar und wendet sich nach Norden. Er fließt dann in flachem Lauf durch die Aue und das Sportgelände links des Flusses bis zu seiner Mündung in den mittleren Neckar etwa einen Viertelkilometer oberhalb der Autobahnbrücke auf wenig unter 185 m ü. NHN.
Der 7,0 km lange Gewässerzug aus Riedgraben und dann Gründelbach mündet etwa 72 Höhenmeter unterhalb des Riedgraben-Ursprungs bei Eglosheim, das mittlere Sohlgefälle liegt bei 10 ‰.

### Einzugsgebiet
Das Einzugsgebiet des Gründelbachs umfasst 17,3 km², von denen, naturräumlich gesehen, der weit überwiegende Teil im Unterraum Langes Feld des Neckarbecken liegt, ein kleiner ganz im Osten im Unterraum Pleidelsheimer Mulde, die ein Teil des mittleren Neckartales ist.
Der höchste Punkt liegt auf der kleinen Hochfläche des am Westrand des Einzugsgebietes stehenden Aspergs und erreicht 355,8 m ü. NHN.
Jenseits dieses steilen Bergkegels liegt überall Einzugsgebiet der Enz, im Nordwesten speziell das ihres unteren Zuflusses Saubach. Reihum weiter führt im Nordwesten des Einzugsgebiets der Wohbach seinen Abfluss noch etwas tiefer zur Enz, während mündungsnäher an der Nordseite das kleine Entwässerungsgebiet des nahe am Neckarauen-Unterlauf des Gründelbachs entstehenden Auengrabens Langer Graben angrenzt. Im Osten fließt der Neckar teils recht nahe, so dass ihm nur wenig bedeutende Nebengewässer von der Wasserscheide her zulaufen, ausgenommen allein den im Ludwigsburger zentralen Stadtgebiet entstehenden Bach durch die Steigenklinge Thäle der Marbacher Straße, der verdolt ist. Dessen Einzugsgebiet grenzt auch noch im Süden an, anschließend im Südwesten bis zurück zum Asperg das des Leudelsbachs, der wiederum zur Enz fließt.
Der rechte Oberlauf Riedgraben durchzieht das Stadtgebiet von Ludwigsburg, der linke Oberlauf Altachgraben das der Kleinstadt Asperg. Vom Zusammenfluss an fließt der Gründelbach selbst zunächst in Ludwigsburger Stadtgebiet bis kurz nach dem Schloss Monrepos, dann tritt er noch vor dem Zulauf des linken Zuflusses (!) Riedgraben ins Gebiet der Kleinstadt Freiberg am Neckar über, in dem er nach einem längeren Laufabschnitt als zuvor auch mündet.
Außer den genannten Kommunen haben auch noch am Nordwestrand des Einzugsgebiets die Gemeinde Tamm einen kleinen Gebietsanteil sowie die Exklave Wilhelmshof der Stadt Bietigheim-Bissingen einen sehr kleinen; in beiden gibt es keine offenen Gewässer.

### Zuflüsse und Seen
Liste der Zuflüsse und  Seen von der Quelle zur Mündung. Gewässerlänge, Seefläche, Einzugsgebiet und Höhe nach den entsprechenden Layern auf der Onlinekarte der LUBW. Andere Quellen für die Angaben sind vermerkt.
Zusammenfluss des Gründelbachs auf wenig unter 240 m ü. NHN an der Stadtgrenze zu Ludwigsburg beim Asperger Wohnplatz Altach an der Südwestseite der B 27 aus seinen beiden Oberläufen.
- Riedgraben (!), rechter und südlicher Hauptstrang-Oberlauf, 1,9 km und ca. 2,3 km². Entsteht auf etwa 257 m ü. NHN als grasiger Graben in einem Acker des Gewanns Große Wiesen südlich von Ludwigsburg-Eglosheim.
  - Blauäckergraben, von rechts und Südsüdwesten auf etwa 253 m ü. NHN zwischen den Schrebergärten südlich der Eglosheimer Riedstraße, 0,9 km und ca. 0,8 km². Entsteht auf etwa 288 m ü. NHN westlich von Ludwigsburg-Osterholz als Graben neben einem Feldweg. Folgt meist Fedldwegen. Auf langen Abschnitten gibt es keinen offenen Lauf.
    - (Abfluss der Viehweg-Quelle), von rechts und Südosten auf etwa 265 m ü. NHN westlich des Ludwigsburger Industriegebietes um die Teinacher Straße, 0,7 km und ca. 0,3 km². Der Lauf, auf langen Abschnitten nicht offen, beginnt auf etwa 298 m ü. NHN am Güterverkehrsgleis von Asperg nach Ludwigsburg gegenüber der Ludwigsburger Yorkstraße.
- Altachgraben, linker und südwestlicher Nebenstrang-Oberlauf, 0,7 km und ca. 1,4 km². Entsteht auf etwa 242 m ü. NHN an der Unterführung der Aspacher Altachstraße unter der A 81 beim Verkehrsübungsplatz und folgt einem Feldweg bis zur Mündung.
- Läuft nach der Unterquerung der B 27 an der Nordwestgrenze des Parks um das Seeschloss Monrepos entlang und passiert dabei den rechts im Park angestauten See am Schloss sowie zwei ebenfalls künstliche Teiche von beidesmal 0,3–0,4 ha am linken Hang im angrenzenden Golfplatz.
- Ententrittgraben, von rechts und zuletzt Südwesten auf etwa 237 m ü. NHN an der Nordwecke des Schlossparks aus diesem, 1,6 km und ca. 2,7 km². Entsteht auf knapp 260 m ü. NHN an der Bahnstrecke Ludwigsburg–Backnang bei der Feldwegunterführung südlich von Freiberg am Neckar-Heutingsheim. Läuft auf drei Vierteln seines Weges westlich bis südwestlich neben Feldwegen zum Schlosspark.
  - (Bach aus dem Gewann Kesselbrunnen), von links und Ostsüdosten auf knapp 240 m ü. NHN am Kreisel an der Ostspitze des Schlossparks, 1,1 km und ca. 0,7 km². Entsteht auf etwa 259 m ü. NHN im Kleingartengelände im Gewann Kesselbrunnen an der Südgrenze des Freiberger zum Ludwigsburger Stadtgebietes. Im Lauf liegt bald eine Quelle.
  - Monrepos-Graben, von links und Südwesten auf wenig unter 249 m ü. NHN wenige Schritte nach dem vorigen, 0,8 km und ca. 1,2 km². Entsteht auf knapp 240 m ü. NHN neben der Bindesstraßen-Unterquerung des Gründelsbachs und läuft, wie dieser an der Nordwest-, an der Südostgrenze des Parks entlang. Ein früher und kurzer linker Abzweig speist den See im Park.
  -  Durchfließt von der Talmuldenseite her den auf 237,6 m ü. NHN[LUBW 3] am Schloss Monrepos angelegten See, 5,5 ha., in dem vier teils recht große Inseln liegen, und fließt dann noch kurz nordöstlich bis zur Mündung.
- Riedgraben (!), von links und Westsüdwesten auf etwa 230 m ü. NHN am Ostrand des Golfplatzes, 1,0 km und ca. 1,7 km². Entsteht auf unter 245 m ü. NHN an der Anschlussstelle Ludwigsburg-Nord der A 81.
- Hartgraben, von links und Westen auf etwa 220 m ü. NHN nach Unterqueren der Greiberg-Geisingen und -Heutingsheim trennenden A 81 gegenüber der Heutingsheimer Mühlstraße, 1.747 km und ca. 1,4 km². Entsteht auf etwa 240 m ü. NHN an der Trasse der ehemaligen Bahznlinie von Bietigheim bach Heutingsheim.

Mündung des Gründelbachs von links und zuallerletzt Süden auf wenig unter 185 m ü. NHN an der Kläranlage von Freiberg-Beihingen am Neckar in den mittleren Neckar. Der Bach ist ab dem Zusammenfluss seiner zwei Oberläufe 5,1 km, ab dem Ursprung des längeren rechten Riedgrabens 7,0 km lang und hat ein 17,3 km² großes Einzugsgebiet.

### Ortschaften
Ortschaften am Lauf mit ihren Zugehörigkeiten. Nur die Namen tiefster Schachtelungsstufe bezeichnen Siedlungsanrainer.
Landkreis Ludwigsburg

am Oberlauf Riedgraben:
- Stadt Ludwigsburg
  - Eglosheim (Stadtteil)

am Oberlauf Altachgraben:
- Stadt Asperg
  - Altach (Wohnplatz, linker Hang)

am Gründelbach selbst:
- Stadt Ludwigsburg
  - Monrepos (Domäne und Schloss)
- Stadt Freiberg am Neckar
  - Heutingsheim (Stadtteil und Dorf)
  - Geisingen am Neckar (Stadtteil und Dorf, linker Hang)
  - Beihingen am Neckar (Stadtteil und Dorf)

## Geologie
Höchste triassische Schicht im Einzugsgebiet ist das kleine Hochplateau auf dem Asperg im Schilfsandstein (Stuttgart-Formation). Im übrigen westlichen Teil steht oft Gipskeuper (Grabfeld-Formation) an, im mittleren der noch tiefere Lettenkeuper (Erfurt-Formation). Das Bachbett läuft erstmals in Beihingen im Oberen Muschelkalk. Diese Trias-Schichten sind weithin von Lösssediment aus quartärer Ablagerung bedeckt, oft von lössführenden Fließerden. In der flachen Mulde um den Altachgraben und anschließend den Gründelbach und den See im Schlosspark bis hin zum Schloss Monrepos liegt breit Hochwassersediment.
Von Asperg her über Eglosheim ziehen einige Störungslinien im Einzugsgebiet etwa ostnordöstlich, vom Favoritepark her quer dazu zwei etwa nordwestlich.
Zwei Geotope sind im Einzugsgebiet ausgewiesen. Links des Riedgrabens in Eglosheim nahe dem Sportgelände am Hans-Römer-Weg ist eine noch bis drei Meter hohe Wand eines ehemaligen Steinbruchs erhalten, wo einst der ungewöhnlich mächtige Grenzdolomit des Lettenkeupers (Erfurt-Formation) abgebaut wurde.
Bei Altach an der Auffahrt Ludwigsburg Nord liegt ein halbes Dutzend Stubensandsteinblöcke, die beim  Autobahnbau aufgefunden und danach etwas verlagert wurden. Weil die Blöcke recht groß und ungerundet sind und das nächste flächenhafte Stubensandsteinvorkommen heute 15 Kilometer entfernt ist, wird angenommen, dass sie während des Pleistozäns durch Fließerden an den Auffindungsort verbracht wurden.

## Natur und Schutzgebiete
Es gibt zwei Naturdenkmale im Einzugsgebiet. Das 0,6 ha große Feuchtgebiet Lochwiesen liegt im Altachgraben-Obertal zwischen dem Asperger Freibad und der A 81 östlich davon, es umfasst ein feuchtes Feldgehölz im Bereich eines Gipskeuper-Dolinenfeldes; periodisch steht hier in einem Tümpel Wasser. Das 0,9 ha große Feuchtgebiet Altach am Südrand der Autobahnmeisterei Altach zieht sich entlang einem wasserführenden Graben in einer natürlichen staunassen Mulde zum Gründelbach hin. Der Graben setzt an der Autobahn ein und endet an der B 27.
Östlich von Eglosheim hat das Einzugsgebietes am Rand einen Anteil am Favoritepark und dem dort eingerichteten Naturschutzgebiet.
Ganz im Einzugsgebiet liegt mit dem größten Flächenanteil das Landschaftsschutzgebiete Schlossanlage Monrepos und Seeschloßallee mit Umgebung, Anteile haben die weiteren Landschaftsschutzgebiete Hohenasperg-Hurst und weitere Umgebung, Oberes Leudelsbachtal, Umgebung des Favoriteparks, Alte Bahntrasse von Bietigheim bis Heutingsheim und zuletzt an der Mündung Neckartal zwischen Benningen und Großingersheim mit angrenzenden Gebieten.
Der Gewässerlauf von der Quelle des Oberlaufs Riedgraben bis zur Stadtteilgrenze von Beihingen ist klassifiziert als feinmaterialreicher, danach bis zur Mündung als grobmaterialreicher, karbonatischer Mittelgebirgsbach.
Die ausgewiesenen Biotope sind meist Gehölze in den schon genannten Schutzgebieten, im Schlosspark Monrepos sowie entlang den großen Verkehrswegen (Autobahn, Bundesstraße, aufgelassene Bahnstrecke). Der Vergleich mit älteren topographischen Karten zeigt, dass es früher im Einzugsgebiet nur kleine Siedlungsplätze gab und der größte Teil des fruchtbaren Langen Feldes landwirtschaftlich genutzt wurde. Dieser Nutzungswandel bildet die für den mittleren Neckarraum typische starke Besiedlung, Verdichtung und Errichtung von Verkehrswegen im 20. Jahrhundert ab. Zuvor begann etwa der offene Lauf des Oberlaufs Riedgraben noch fast anderthalb Kilometer weiter westlich nahe der heutigen Brühlstraße von Asperg am Südfuß des Aspergs am damaligen Ostrand des Städtchens und damit auch nur wenige hundert Meter vom damaligen Westrand Aspergs, wo der Lauf eines gegenläufigen Riedbachs (!) zum Leudelsbach einsetzte.

### LUBW
Amtliche Online-Gewässerkarte mit passendem Ausschnitt und den hier benutzten Layern: Lauf und Einzugsgebiet des Gründelbachs

Allgemeiner Einstieg ohne Voreinstellungen und Layer: Daten- und Kartendienst der Landesanstalt für Umwelt Baden-Württemberg (LUBW) (Hinweise)
1. 1 2 3  Höhe nach dem Höhenlinienbild auf dem Hintergrundlayer Topographische Karte.
2. 1 2  Höhe nach schwarzer Beschriftung auf dem Hintergrundlayer Topographische Karte.
3. 1 2 3 4  Höhe nach blauer Beschriftung auf dem Hintergrundlayer Topographische Karte.
4. 1 2 3  Länge nach dem Layer Gewässernetz (AWGN).
5. 1 2  Einzugsgebiet nach dem Layer Basiseinzugsgebiet (AWGN).
6. ↑  Vergleiche die Layer Gewässernetz (AWGN) und Gewässername mit den Messtischblättern 7020 Bietigheim von 1897 und 7021 Marbach von 1898.
7. ↑  Seefläche nach dem Layer Stehende Gewässer.
8. ↑  Einzugsgebiet abgemessen auf dem Hintergrundlayer Topographische Karte.
9. ↑  Schutzgebiete nach den einschlägigen Layern, Natur teilweise nach dem Layer Biotop.

### Andere Belege
1. ↑  Friedrich Huttenlocher, Hansjörg Dongus: Geographische Landesaufnahme: Die naturräumlichen Einheiten auf Blatt 170 Stuttgart. Bundesanstalt für Landeskunde, Bad Godesberg 1949, überarbeitet 1967. → Online-Karte (PDF; 4,0 MB)
2. ↑  Geologie nach den Layern zu Geologische Karte 1:50.000 auf: Mapserver des Landesamtes für Geologie, Rohstoffe und Bergbau (LGRB) (Hinweise)
3. ↑  Geotopsteckbrief (PDF, 347 kByte) des ehemaligen Steinbruchs bei Eglosheim.
4. ↑  Geotopsteckbrief (PDF, 345 kByte) der Stubensandsteinblöcke bei Altach.